# Bae Jin-young
Bae Jin-young (Hangul: 배진영; n. 10 mai 2000, Jung District⁠(d), Seul, Coreea de Sud) este un cântăreț sud-coreean și fost un membru al trupei de băieți CIX. El este cel mai bine cunoscut pentru clasarea pe locul 10 în Produce 101 sezonul 2 și promovarea în trupa Wanna One timp de un an și jumătate, până în ianuarie 2019.

## Tinerețe
Bae Jin-young s-a născut pe 10 mai 2000 în Seul, Coreea de Sud. Acesta a absolvit Liceul de Arte Lila.

## Carieră

### Pre-debut
Bae Jin-young a fost trainee în cadrul C9 Entertainment timp de zece luni.

### 2017–2018:Produce 101și Wanna One
Bae Jin-young a participat la emisiunea tip survival de formare a unei trupe de băieți Produce 101 sezonul 2, care s-a difuzat pe Mnet în perioada 7 aprilie -16 iunie 2017. În episodul final, Jin-young s-a clasat pe locul 10 și, prin urmare, a devenit membru al trupei de băieți Wanna One, sub YMC Entertainment. El a debutat oficial cu Wanna One pe 7 august 2017 cu mini-albumul 1×1=1 (To Be One).
Ultimele sale activități ca membru Wanna One au fost concertele de rămas-bun „Therefore”, susținute pe parcursul a patru zile în perioada 24-27 ianuarie 2019 la Gocheok Sky Dome din Seul.

### 2019 - prezent: Activități solo șiCIX
În urma despărțirii de Wanna One, Jin-young a debutat solo pe 26 aprilie cu single-ul „Hard To Say Goodbye”.
În iulie 2019, Bae Jin-young a debutat într-o nouă trupă de băieți numită CIX, formată de C9 Entertainment.

## Discografie

### Albume single
| Titlu               | Detalii despre album                                                                                 | Poziții de vârf în clasamente | Vânzări       |
| Titlu               | Detalii despre album                                                                                 | KOR                           | Vânzări       |
| ------------------- | --- | ----------------------------- | ------------- |
| Hard to Say Goodbye | - Lansat: 26 aprilie 2019 - Companie: C9 Entertainment - Formate: CD, descărcare digitală, streaming | 3                             | - KOR: 64,404 |

## Filmografie

### Emisiuni TV
| An   | Titlu                 | Canal | Rol       | Note                     | Ref.   |
| ---- | --------------------- | ----- | --------- | ------------------------ | ------ |
| 2017 | Produce 101 Sezonul 2 | MNet  | Concurent | A terminat pe locul zece | [ 15 ] |